# Gladys Knight & the Pips
Gladys Knight and the Pips – amerykańska grupa wokalna wykonująca muzykę soul, powstała w drugiej połowie lat pięćdziesiątych XX wieku i istniejąca jeszcze w pierwszej dekadzie XXI wieku. Grupa składała się z wokalistki Gladys Knight i męskiego tria wokalnego The Pips. Grupa w latach sześćdziesiątych była jedną z największych atrakcji Motown. Do największych przebojów grupy należały „Every Beat of My Heart”, „Letter Full of Tears”, „Friendship Train”, „If I am Your Woman”, „I Don’t Want to Do Wrong”, „Midnight Train to Georgia”, „Landlord” i wiele innych.
W 1996 Gladys Knight and the Pips zostali wprowadzeni do Rock and Roll Hall of Fame.

## Dyskografia
- 1961 Letter Full of Tears
- 1964 Gladys Knight & the Pips
- 1967 Everybody Needs Love
- 1968 Feelin’ Bluesy
- 1968 Silk & Soul
- 1969 Nitty Gritty Sol
- 1970 All in a Knight’s Work
- 1971 If I Were Your Woman
- 1971 Standing Ovation
- 1973 Imagination
- 1973 Neither One of Us
- 1973 All I Need Is Time
- 1973 Help Me Make It Through the Night
- 1973 Gladys Knight & the Pips Super-Pak
- 1973 It Hurt Me So Bad
- 1974 Knight Time
- 1974 Claudine
- 1974 I Feel a Song
- 1975 A Little Knight Music
- 1975 2nd Anniversary
- 1976 Bless This House
- 1976 Pipe Dreams
- 1977 Still Together
- 1977 Love Is Always on Your Mind
- 1978 The One and Only
- 1979 Memories
- 1980 That Special Time of Year
- 1980 About Love
- 1980 Midnight Train to Georgia
- 1981 Teen Anguish, Vol. 3
- 1981 Touch [live]
- 1983 Visions
- 1985 Life
- 1988 All Our Love
- 1989 Christmas Album
- 1996 Lost Live Album